# Humanistische geografie
De ken-theoretische opvatting van de humanistische geografie verschilde van die van de ruimtelijke analyse, die uitgaat van het kritisch rationalisme.
Humanistisch geografen zien de sociale theorie als een directe afspiegeling van de werkelijkheid, zoals actoren die zien en beleven. De werkelijkheid is een constructie door de voortdurende interpretatie van het subject. De filosofische stroming van de fenomenologie is een belangrijke voedingsbodem voor de humanistische geografie. Het onderzoek richt zich op de betekenisvolle sociale realiteit die in eerste instantie niet gekend kan worden door het construeren van meetbare modellen of toetsbare theorieën. Het gaat om het begrijpen van de alledaagse leefwereld van de mensen. De humanistische geografie behoort daarmee tot een richting in de sociale wetenschappen die wel aangeduid wordt met de termen fenomenologisch, existentieel, verstehend, kwalitatief, hermeneutisch of interpretatief.
De interpretatieve richting in de sociologie zoals die in de jaren dertig van de twintigste eeuw werd beschouwd door bv. Max Weber gaat ervan uit dat menselijk handelen bepaald wordt door de subjectieve wijze waarop mensen hun omgeving interpreteren. Sociale verschijnselen kunnen dan ook enkel verklaard worden door het begrijpen van de subjectieve interpretatie die een individu heeft over zijn omgeving.
Het belangrijkste verwijt van de humanistische geografie op de ruimtelijke analytici is dat in die laatste de mens gereduceerd wordt tot een abstracte, ideaaltypische 'homo oeconomicus', die uitsluitend in de vooronderstellingen van de te toetsen theorie functioneert. Voor de humanistische geograaf is elke mens uniek en dat zwakt de generaliseerbaarheid van wetmatigheden af. Gecompliceerde gevoelens over het landschap worden door de onderzoekers van de behaviorale richting in een kwantitatieve maat uitgedrukt, maar de humanistische geograaf is niet tevreden met de wijze van meten. Er zijn verschijnselen die onmogelijk zijn uit te drukken in maat en getal.
Een onderwerp waar humanistische geografen veel belangstelling voor hebben getoond is de spanning tussen ‘space’ en ‘place’. Place is een gevoelsmatig afgegrensd gebied, waarmee mensen een sterke binding hebben. Space is de ruimte waarvan mensen wel kennis hebben, maar waarin men zich niet direct thuis hoeft te voelen. De tegenstelling tussen ruimte en plaats kan zeer verschillend ervaren worden.
Humanistische geografen hebben niet alleen kritiek uitgeoefend, er is ook op hen kritiek gekomen. Men verweet hun een te hoog gehalte aan subjectiviteit en intuïtie bij het onderzoek en voorts vond men dat hun onderzoeksresultaten vaak moeilijk generaliseerbaar waren. Vanuit de marxistisch geïnspireerde geografen kwam het verwijt dat de structurele beperkingen waaraan individuen vaak onderworpen werden, nauwelijks aandacht kregen. Handelingen worden ook afgedwongen door de maatschappelijke context. Dat laatste wordt nu door de interpretatieve geografen ook wel erkend. Een sluitende verklaring voor het menselijk handelen moet zowel rekening houden met de beperkende werking van aanwezige sociaal-economische structuren, als met de creatieve vermogens van mensen afzonderlijk.